# 俺の道
『俺の道』（おれのみち）は、エレファントカシマシの13枚目のオリジナル・アルバム。2003年7月16日に東芝EMI/FAITHFUL.から発売。

## 内容
フルアルバムは『ライフ』から1年2ヶ月ぶり。
外部プロデューサーは今回も起用なし。
2003年6月27日に同時発売されたC/W曲が共通する先行シングル3曲を収録。
ジャケット写真の撮影は紀里谷和明。
前作のミニアルバム『DEAD OR ALIVE』に続き、コピーコントロールCDを採用。2009年9月16日、CD-DA盤再発。

## 収録曲
全作詞・作曲：宮本浩次（9除く）
全編曲：エレファントカシマシ
1. 生命賛歌 (4:48)
  - 31stシングル曲。
2. 俺の道 (4:30)
  - 29thシングル曲。
3. ハロー人生!! (4:10)
  - 30thシングル曲。
4. どこへ? (3:33)
5. 季節はずれの男 (4:32)
6. 勉強オレ (4:11)
7. ラスト・ゲーム (4:50)
8. 覚醒（オマエに言った） (5:49)
9. ろくでなし (4:32)
  - 作詞・作曲：ガンダーラコンビネーション（宮本浩次・石森敏行）
  - 29th・30th・31stシングルのC/W曲。
10. オレの中の宇宙 (4:02)
11. ロック屋（五月雨東京） (4:52)
12. 心の生贄 (3:44)
  - ボーナス・トラック。実際は曲が始まるまで5分間無音状態が続く（そのため実際の収録時間は8:44）。各音楽配信サイトによる音源では無音部分がカットされている。